# Rue de l'Emery
La rue de l'Emery (ou Émery) est une voie de Nantes, en France.

## Situation et accès
Située dans le centre-ville de Nantes, la rue de l'Emery, qui relie la rue de Strasbourg, devant le château, à la rue des Petites-Écuries, prolonge la rue de l'Union à l'est et la rue de la Juiverie à l'ouest. Elle est piétonnière sur toute sa longueur, bitumée à son extrémité est, et pavée ensuite à partir de l'ouest de la place des Jacobins (dont elle traverse le côté nord).

## Origine du nom
Édouard Pied orthographie également « Lemery » et, sans affirmer qu'il est l'objet de cette appellation, cite Nicolas Lémery (1645-1715), médecin et chimiste français, comme possible source d'inspiration pour le nom de la voie. Son fils, Louis Lémery (1677-1743), botaniste et chimiste, porte le même nom.

## Historique
Au Moyen Âge, la rue aboutit à son extrémité est à un carrefour où débouchent, au nord, la « haute rue des Jacobins » (rebaptisée « rue Jussieu » lors de la Révolution, et supprimée en 1868 lors du percement de la rue de Strasbourg ; à ne pas confondre avec la rue Jussieu actuelle), à l'est, la « rue des Bonnes-Sœurs » (rue de l'Union) qui mène au château et, au sud, la « rue Brandouil » (en partie l'actuelle rue Paul-Dubois), qui permet l'accès à l'ancien couvent des Jacobins.
En 1653, l'établissement cède à la ville une parcelle au nord-ouest du couvent, pour permettre la création de la place des Jacobins ; la « rue des Jacobins » est alors légèrement réduite.
Après avoir été nommée « basse rue des Jacobins » et « rue des Jacobins », puisqu'elle menait à l'ancien couvent des Jacobins, la rue est rebaptisée « rue de l'Emery » à la Révolution. 
Le percement de la rue de Strasbourg, en 1868, entraîne le raccourcissement de la rue de l'Union, dont le tronçon ouest, séparé de celui de l'est par le nouvel axe, est rattaché à la rue de l'Emery, qui est prolongée depuis sa rencontre avec la place des Jacobins jusqu'à la rue de Strasbourg.
En 1918, la municipalité de Paul Bellamy rebaptise la rue de la Juiverie, qui devient le prolongement de la rue de l'Emery. Le conseil municipal, dont Auguste Pageot est le maire, lui restitue le nom de « rue de la Juiverie », mais, en 1940, sous l'occupation allemande lors de la Seconde Guerre mondiale, elle redevient « rue de l'Emery », avant de reprendre le nom de « rue de la Juiverie » à la Libération.

## Bâtiments remarquables et lieux de mémoire
Au no 8 de la rue se trouve l'ancien hôtel de Bruc, bâti à la fin du XVe siècle, et remanié depuis,.